# Parris Island
Parris Island est une île des États-Unis située en Caroline du Sud, longue d'une dizaine de kilomètres et large d'un peu plus de sept. Elle sert depuis plus d'un siècle de camp d'entraînement au corps des Marines des États-Unis.

## Histoire
Pour un article plus général, voir Floride française.
En 1562, une expédition de huguenots français, conduite par Jean Ribault, est le premier groupe d'Européens à tenter la colonisation de Parris Island. Des expéditions espagnoles antérieures ont cependant repéré l'endroit et l'ont baptisé Punta de Santa Elena. Les Français y construisent une fortification qu'ils nomment Charlesfort, Ribault y laisse une petite garnison, puis retourne en France pour y chercher de nouveaux colons et des provisions.
Après une longue absence, due aux guerres qui ravagent alors l'Europe, Ribault revient, en 1565 et est fait prisonnier puis exécuté par les Espagnols en raison de sa religion. En 1566, les Espagnols, conduits par Pedro Menéndez de Avilés y fondent une colonie, nommée Mission Santa Elena qui deviendra la capitale de la Floride espagnole durant la décennie suivante.
L'Espagne abandonne finalement Santa Elena en 1587 et les Britanniques en prennent le contrôle au XVIIe siècle. Parris Island est alors occupée par des plantations britanniques après avoir été acquise par le colonel Alexander Parris, trésorier de la Province de Caroline du Sud en 1715.
Des années 1720 jusqu'à la Guerre de Sécession, l'île est divisée en plusieurs plantations qui cultivent d'abord de l'indigo, puis du coton. Pendant et après la guerre, l'île devient un refuge pour les esclaves libérés. Elle abrite des écoles qui leur sont destinées et où enseignent des abolitionnistes ferventes comme Frances Gage et Clara Barton. 
En 1861, les forces de l'Union prennent Port Royal et Parris Island devient un dépôt de charbon pour la Navy. Elle conserve cette fonction après la guerre, grâce en particulier à un ancien esclave devenu membre du Congrès, Robert Smalls, qui se bat pour la création d'une nouvelle installation militaire fédérale sur l'île.
En 1891, pour la première fois, une petite unité de Marines (1 sergent, 2 caporaux et 10 Marines) y est stationnée. Elle est alors rattachée à la base navale de Port Royal. Des baraquements et autres constructions militaires y sont construites.
Après avoir été un centre de formation des officiers des Marines, en 1909, le Marines Barrack accueille  en juin 1911 trois compagnies de dépôts de nouveaux engagés. Entre août de cette année et octobre 1915, les installations de formation sont déplacées à Norfolk pendant que Parris Island héberge une unité disciplinaire de la Navy.
En octobre 1915, Parris Island redevient le siège du Marine Corps Recruit Depot Parris Island pour former les Marines qui vont participer à la Première Guerre mondiale.

## Dans la culture populaire
La première partie du film Full Metal Jacket (1987) de Stanley Kubrick se passe dans le camp d'entraînement de Parris Island.
Parris Island est évoquée par Billy Joel dans la chanson Goodnight Saigon, sur l'album The Nylon Curtain (1982).